# Déjame gritar
«Déjame gritar» es una canción del grupo de pop-rock chileno Kudai escrita y producida por Guz y Dr. Alfa. Fue lanzada en Latinoamérica el 20 de marzo de 2006 como el primer sencillo del álbum Sobrevive, siendo relanzada el 26 de septiembre de 2006 en Sobrevive (Reeditado).

## Video musical
En el video los protagonistas son una chica y su novio, quién resulta ser un criminal. En una situación, él roba un coche y la joven termina siendo inculpada injustamente solo por el hecho de que iba con él. También aparece la banda cantando y tocando en una casa abandonada en Santiago de Chile. Este video es el segundo más exitoso del cuarteto ya que logró ubicarse en la lista de los 100 videos más exitosos de la década del 2000 en las listas Norte y Sur en los puestos 76 y 84 respectivamente. 

## Rendimiento comercial
Este fue el primer sencillo del dicho disco, en tan sólo una semana se puso en los Nº de los ranking chilenos, pero este sencillo marcaría un antes y un después en la carrera de Kudai, sería el último sencillo con Nicole Natalino, y el primero con Gabriela Villalba. También marcaría el proceso de internacionalización, presentándose exitosamente en Argentina, Perú, Bolivia, Uruguay, Ecuador y México. Suele ser la canción con la que la banda suele cerrar sus presentaciones

## Posicionamiento en listas
| Listas (2006)              | Mejor posición |
| -------------------------- | -------------- |
| Argentina (Top 20 Singles) | 13             |
| Chile (Top 20 Singles)     | 1              |
| México (Los 40)            | 12             |
| Paraguay (Radio Latina)    | 12             |